# العدد القویه
العدد القویة لدفع المخاوف الیومیة یا به اختصار العدد القویه نام کتابی است به قلم ابن مطهر حلی؛ برادر علامه حلی. وی این کتاب را با موضوع ذکر موضوعات پیرامون ایام نوشته شده است. این کتاب در دو جلد نگارش یافته بود اما تنها یک جلد از آن باقی مانده است. این کتاب را علامه مجلسی و صاحب ریاض، گزارش کرده اند. وی در این کتاب، حدیث غدیر را بطور کامل نقل کرده است. مولف سعی نموده است در کتاب، اتفاقات و ویژگی های هر روز را در فصلی که به آن روز اختصاص داده شده، ذکر نماید. در این کتاب به سعد و نحس بودن ایام نیز اشاره شده است. از دیگر موارد مورد اشاره کتاب، مسائل پیرامون دعاها و حرزهای هر روز است. همچنین این کتاب یکی از مصادر بحارالانوار می‌باشد و مجلسی در توصیف آن می‌نویسد: «کتاب لطیفی است درباره اعمال و سعد و نحس ایّام ماه‌ها، که تنها نصفِ کتاب به دست ما رسیده است.» آورده‌اند که نویسنده با استناد به روایات مرسل، شومی و خوش یمنی ایام را ذکر کرده است.

## مولف
علی بن یوسف بن مطهر حلی که به اختصار ابن مطهر حلی خوانده می‌شود؛ یکی از فقهای مشهور شیعه است که به سال ۶۳۵ در حله به دنیا آمده است. بزرگانی چون فخرالمحققین، علی بن حسین استرآبادی و شیخ قوام‌الدین محمد فقیه از شاگردان وی بوده‌اند.

## نشر
این اثر با تحقيق سيّد مهدى رجايى و با اشراف سيّد محمود مرعشى، از روى نسخه علّامه مجلسى نشر یافته است.